# سوزوکی ای‌پی‌وی
سوزوکی ای‌پی‌وی (Suzuki APV) خودرویی است که از سال ۲۰۰۴–کنون تولید شده‌است.
این خودرو در کلاس کامپکت ام‌پی‌وی قرار گرفته، طول آن در حالت طبیعی ۴٬۱۵۵ میلیمتر (۱۶۳٫۶ اینچ)، عرض آن در حالت طبیعی ۱٬۶۵۵ میلیمتر (۶۵٫۲ اینچ) و ارتفاع آن در حالت طبیعی ۱٬۸۴۰ میلیمتر (۷۲٫۴ اینچ) و وزن آن در حالت طبیعی ۱٬۲۷۰ کیلوگرم (۲٬۸۰۰ پوند) است.
موتور آن ۱۴۹۳ سی‌سی سیستم جعبه‌دندهٔ آن ۴ دنده به دو صورت خودکار و دستی است.